# Kibbe nayye
Kibbeh nayyeh o kibbeh crudo (árabe: كبة نيئة) es un meze levantino. Consiste en carne de cordero cruda mezclada con burgul fino y especias.
El kibbeh nayyeh a menudo se sirve con hojas de menta, aceite de oliva y cebollas verdes. Para servirse se usa pan pita. A veces se sirve una salsa de ajo o aceite de oliva. El plato tiene una versatilidad única en el sentido de que las sobras  se cocinan, creando un plato diferente.
Muchas recetas también piden kibbe nayyeh como la "cáscara" del kibbe cocido. En este caso, sin embargo, el kibbe nayyeh se enrolla en una bola y se rellena con cordero, cebollas, piñones y especias, luego se fríe.
Al igual que otros platos a base de carne cruda, los departamentos de salud instan a extremar las precauciones al preparar y consumir este tipo de alimentos.